# Сквеам 10
Сквеам 10 (англ. Skweahm 10) — індіанська резервація в Канаді, у провінції Британська Колумбія, у межах регіонального округу Фрейзер-Велі.

## Населення
За даними перепису 2016 року, індіанська резервація нараховувала 213 осіб, показавши скорочення на 27,1%, порівняно з 2011-м роком. Середня густина населення становила 295,8 осіб/км².
З офіційних мов обидвома одночасно володіли 5 жителів, тільки англійською — 205. Усього 15 осіб вважали рідною мовою не одну з офіційних.
Працездатне населення становило 50% усього населення, рівень безробіття — 10%.

## Клімат
Середня річна температура становить 8,7°C, середня максимальна – 19,9°C, а середня мінімальна – -2,9°C. Середня річна кількість опадів – 1 787 мм.
| Клімат поселення                              | Клімат поселення | Клімат поселення | Клімат поселення | Клімат поселення | Клімат поселення | Клімат поселення | Клімат поселення | Клімат поселення | Клімат поселення | Клімат поселення | Клімат поселення | Клімат поселення | Клімат поселення |
| Показник                                      | Січ.             | Лют.             | Бер.             | Квіт.            | Трав.            | Черв.            | Лип.             | Серп.            | Вер.             | Жовт.            | Лист.            | Груд.            |                  |
| Середній максимум, °C                         | 5,60             | 7,48             | 9,17             | 11,78            | 15,07            | 17,70            | 18,80            | 19,90            | 16,92            | 12,45            | 7,38             | 4,30             |                  |
| Середня температура, °C                       | 1,34             | 3,23             | 4,90             | 7,52             | 10,80            | 13,47            | 15,94            | 17,01            | 14,03            | 9,57             | 4,50             | 1,43             |                  |
| Середній мінімум, °C                          | −2,91            | −1,04            | 0,64             | 3,26             | 6,54             | 9,20             | 13,06            | 14,15            | 11,17            | 6,70             | 1,63             | −1,44            |                  |
| Норма опадів, мм                              | 235              | 170              | 159              | 135              | 104              | 88               | 63               | 62               | 90               | 183              | 270              | 228              |                  |
| Середньомісячна швидкість вітру, м/с          | 3.10             | 3.10             | 3.05             | 2.99             | 2.85             | 2.81             | 2.71             | 2.53             | 2.39             | 2.55             | 3.01             | 3.11             |                  |
| Середньомісячна сонячна радіація, кДж/м²·день | 3270             | 6246             | 10012            | 14937            | 18582            | 20079            | 21397            | 18422            | 13180            | 7157             | 3582             | 2548             |                  |
| --------------------------------------------- | ---------------- | ---------------- | ---------------- | ---------------- | ---------------- | ---------------- | ---------------- | ---------------- | ---------------- | ---------------- | ---------------- | ---------------- | ---------------- |
| Джерело:                                      |                  |                  |                  |                  |                  |                  |                  |                  |                  |                  |                  |                  |                  |